# Музей Ідей

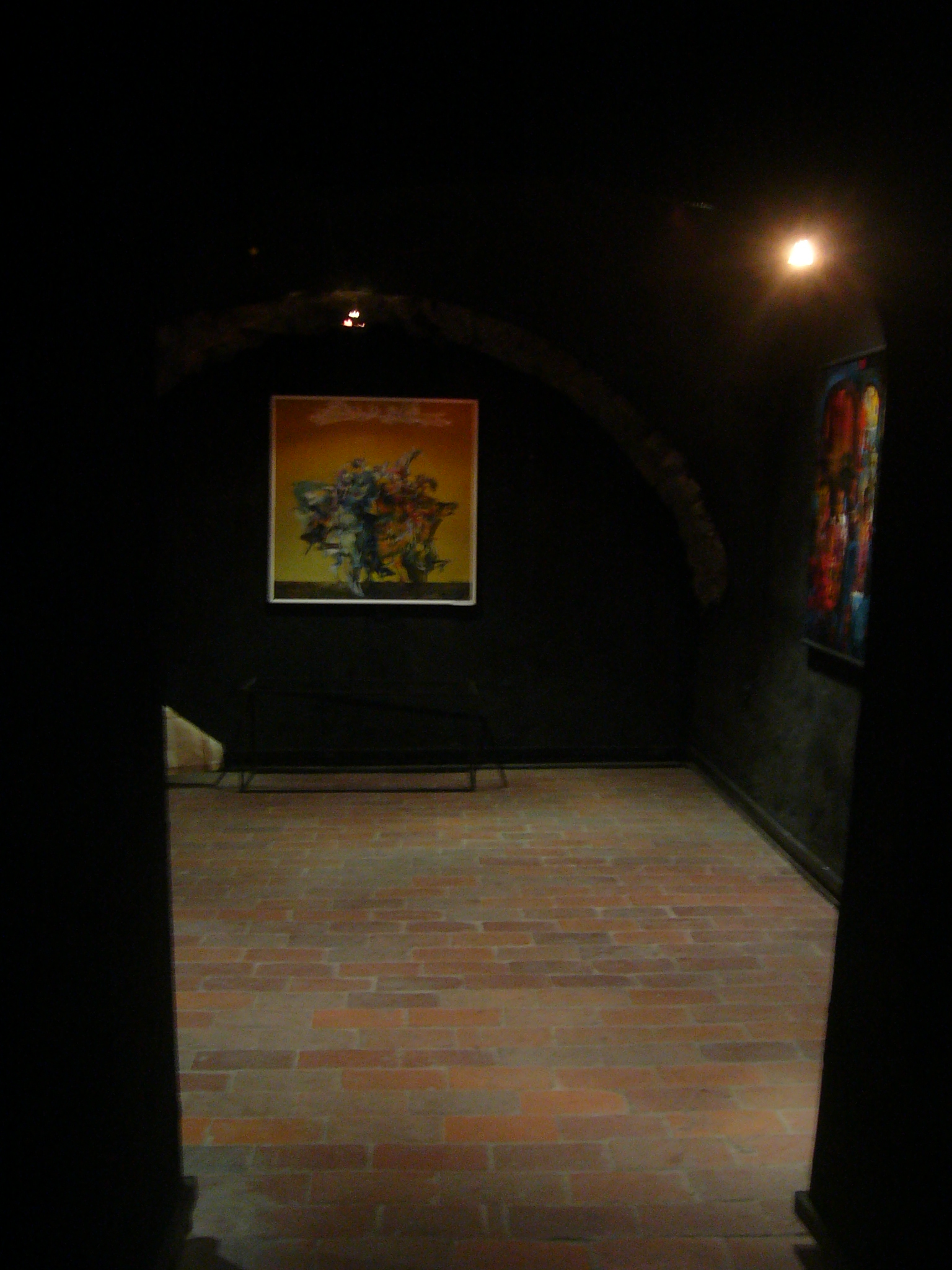
Галерея всередині

Музей Ідей — галерея, заснована львівським художником Олесем Дзиндрою 1992 року. Розташована на вулиці Валовій 18, біля факультету Культури і мистецтв Львівського університету. За роки існування в Музеї Ідей було розроблено, створено та реалізовано велику кількість культурно-мистецьких акцій, найбільш відомі з них:
- КіноЛев — міжнародний фестиваль незалежного кіна, який щороку проводять у Львові.
- Львів — столиця ремесел — це фестиваль традиційних художніх ремесел.
- Бернарденгарден (територія вільних пластичних ідей) — місце проведення симпозіумів та пленерів з образотворчого монументального мистецтва, що формують простір історичного центру Львова.
- СклоКоко — міжнародний пленер художників, що працюють у техніці гутного скла.
- ЛеоПолтвіс — міжнародна мистецька ініціатива, що є проектом по порятунку львівської ріки Полтви.